# Antoine Rebstein
Antoine Rebstein (* 22. Juli 1978 in Lausanne) ist ein Schweizer Dirigent und Pianist.

## Leben

### Ausbildung und Karriere als Pianist
Antoine Rebstein begann seine Karriere zunächst mit einem Klavierstudium an der Hochschule für Musik Lausanne. Er setzte seine Ausbildung bei Galina Iwanzowa an der Hochschule für Musik Hanns Eisler Berlin fort und bildete sich anschliessend bei Hans Leygraf Mozarteum in Salzburg weiter, wo er parallel Chordirigieren studierte. Von dem ehemaligen Generalmusikdirektor der Komischen Oper Berlin, Rolf Reuter, erhielt er seine erste Unterweisung im Orchesterdirigieren. 2007–2012 erwarb er an der Hochschule für Musik Hanns Eisler Berlin bei Christian Ehwald sein Diplom im Orchesterdirigieren.
Er spielte als Pianist Konzerte in Sälen wie der Wigmore Hall London, Preston Bradley Hall Chicago, Concertgebouw Amsterdam und der Tonhalle Zürich. 2003 gab er sein Début beim Luzern Festival. Er interpretierte mehrfach das Klavierkonzert für die linke Hand von Ravel und war Teil der Arte Dokumentation "Alles mit Links" über das Klavierrepertoire der linken Hand.

### Dirigieren
Antoine Rebstein dirigierte unter anderem das Orchestra Sinfonica Siciliana, St. Petersburg State Symphony Orchestra, Sinfonie Orchester Biel Solothurn, Craiova Philharmonic Orchestra und Russian Chamber Orchestra.
2013 gab er sein Debüt beim Verbier Festival mit der Oper «Der Barbier von Sevilla» und dirigierte die Neujahrskonzerte in Palermo 2014, 2015 und 2016. Im Rahmen des Festivals «Va Jouer Dehors!» war er im August 2016 musikalischer Leiter der Oper «L’Ombra». Er dirigierte 2017 Aufführungen von «Carmen» beim Festival Kammeroper Schloss Rheinsberg und leitet im November 2019 die Produktion von «Peter und der Wolf» an der Oper von Lausanne.
In Berlin war Antoine Rebstein musikalischer Leiter verschiedener Projekte, er nahm mit einem symphonischen Jugendorchester der Nachwuchstalente aus Berlins Musikgymnasien eine CD mit Stücken von Kurt Schwaen und Hans Sandig auf und leitete verschiedene Kinderopern in Kooperation mit dem Konzerthaus Berlin.
Seit 2009 ist Antoine Rebstein Chefdirigent des Jungen Orchesters der Freien Universität Berlin. Zudem ist er ist Mitbegründer des Schweizer Ensembles «Cully Classique», welches er mehrere Male als musikalischer Leiter in der Schweiz und in Deutschland dirigierte. Seit 2016 leitet er das Kammerensemble Berlin.

## Diskographie
- «Piano Left Hand Recital», Claves Records, Auszeichnung mit 5 Stimmgabeln 2006
- «Schüttler Schäuble Klavierkonzerte», Zürcher Kammerorchester, Howard Griffiths 1999

## Preise und Auszeichnungen
- Prix Leenards
- Kiefer-Hablitzel-Preis
- Prix Migros
- Prix de la Fondation Irène Dénéréaz
- Eurovision
- International Competition of Stresa